# Керріка Гілл
Керріка Гілл (англ. Kerrika Hill, нар. 6 березня 2005) — ямайська легкоатлетка, яка спеціалізується у бігу на короткі дистанції та бар'єрному бігу.

## Спортивні досягнення
Чемпіонка світу серед юніорів у бігу на 100 метрів з бар'єрами (2022). Здобула звання з новим вищим світовим досягненням для спортсменок у віці до 18 років.
Дворазова чемпіонка світу серед юніорів в естафетному бігу 4×100 метрів (2021, 2022). На обох чемпіонатах здобуття золотої нагороди в естафеті супроводжувалось встановленням світового рекорду серед юніорів — 42,94 у 2021 та 42,59 у 2022.